# Shantae: Half-Genie Hero
Shantae: Half-Genie Hero, stylisé Shantae: ½ Genie Hero, est un jeu vidéo de plates-formes développé par WayForward Technologies et Inti Creates, sorti en décembre 2016 sur Windows, PlayStation 4, PlayStation Vita, Wii U et Xbox One puis en juin 2017 sur Nintendo Switch. Il s'agit du quatrième titre de la série. En avril 2018 sort Shantae: Half-Genie Hero Ultimate Edition, comprenant toutes les extensions.
Le développement du jeu est financé par les internautes via Kickstarter. La campagne Kickstarter se termine en octobre 2013, mais WayForward continue la collecte de dons via PayPal sur son site Internet jusqu'au 16 décembre 2014.

## Synopsis
Réveillée en pleine nuit par une voix familière, Shantae découvre à Scuttle Town une trappe mystérieuse, qui la conduit dans une grotte lumineuse, abritant une belle fontaine. En touchant son eau, Shantae est immédiatement transportée au Royaume des Génies. À ses pieds, un sceau magique se brise, et un puissant mal parvient à s'échapper, alors que tout devient confus autour de Shantae avant qu'elle ne perde conscience. Elle se réveille alors dans son lit, se demandant s'il ne s'agissait que d'un rêve ou d'une prophétie d'événements à venir.

## Système de jeu
Le joueur prend le contrôle de Shantae, une demi-génie qui, comme dans les précédents épisodes, peut se défendre en utilisant ses cheveux comme un fouet, et est capable de se métamorphoser en différentes créatures possédant chacun leurs caractéristiques propres. Le jeu est divisé en chapitres, qui peuvent être revisités une fois de nouveaux pouvoirs acquis pour découvrir de nouveaux passages et de nouveaux pouvoirs. Le jeu se présente en haute définition, avec des personnages en sprites en 2D sur des environnements 3D.
À la différence des précédents opus, le joueur peut aussi choisir de contrôler la némésis de Shantae, Risky Boots, qui utilise des « Tinker-Tools » en lieu et place des pouvoirs de Shantae. Son mode est divisé selon une structure identique à celui de Shantae.
Le 23 août 2014, la campagne PayPal atteint un nouveau palier, ce qui signifie que les amis de Shantae, à savoir Sky, Bolo et Rottytops, seront également jouables. Leur système de jeu n'a pas été dévoilé.

## Développement
Début septembre 2013, WayForward annonce le projet de Shantae: Half-Genie Hero, le premier titre de la série prévu sur les consoles de salon. Le financement du jeu est basé sur le principe du financement par les internautes, par le biais d'une campagne Kickstarter d'un mois destinée à lever 400 000 $, qui s’achève le 4 octobre 2013, avec près de 800 000 $ (dons PayPal inclus), soit le double du but visé. WayForward continue à faire appel aux dons des internautes via son site officiel, où les internautes peuvent jusqu'au 16 décembre 2014 donner de l'argent via PayPal pour financer le jeu, ainsi la campagne s'achève à près de 950 000 $. La date de publication d'origine est annoncée pour octobre 2014, mais du fait du financement supplémentaire et des paliers atteints, la sortie du jeu est retardée. La sortie du jeu est ensuite prévue pour le 27 septembre 2016, mais est à nouveau retardée pour des corrections de bugs, il est dans le même temps annoncé l'annulation des versions Xbox 360 et PlayStation 3. Le jeu sort finalement le 20 décembre 2016.
En plus de tous ces problèmes, WayForward annonce que le jeu sortira en version française, mais pour des raisons économiques, l'éditeur fit appel à une société de traduction habituée à soutenir de petits projets sur mobiles. La très mauvaise qualité des traductions, ayant été réalisés à l'aide de traducteurs automatiques donna lieu à une polémique, la plupart des lignes de textes du jeu donnant lieu à une incompréhension générale, voir à des perles. WayForward promis une traduction de meilleure qualité à venir pour satisfaire le public français, mais aucune modification n'a jusque-là été faite, laissant croire que l'amélioration du texte ne surviendra jamais.

## Extensions
Le jeu s'est vu ajouté plusieurs extensions disponible en contenu téléchargeable payant. Il y a également eu une mise à jour gratuite en juillet 2018, apportant un nouveau mode de jeu, le "Mode Jammies", où Shantae est habillé avec son pyjama, et peut donner des coups d'oreiller ou invoquer des moutons pour attaquer.

### Pirate Queen's Quest
Cette première extension permet d'incarner la pirate Risky Boots, l'ennemie de Shantae, dans une aventure alternative. Il faudra l'aider à ramasser des matériaux, afin qu'elle puisse prendre le contrôle de Sequin Land. L'extension est disponible depuis le 29 aout 2017.

### Friends to the End
Dans cette seconde extension, Shantae tombe sous l'emprise de la magie, c'est alors à ses amis, Sky, Bolo et Rottytops de lui venir en aide. On peut alors y contrôler les trois personnages et les intervertir lorsque cela est nécessaire, car chacun dispose d'une capacité qui lui est propre, permettant de progresser dans le niveau. Ce DLC est sorti le 12 décembre 2017.

### Costume Pack
La dernière extension dispose de trois nouveaux modes de jeu, où Shantae revêt à chaque fois un costume différent, qui permet de refaire l'histoire avec des nouveaux pouvoirs selon la tenue portée. Le costume de ninja permet de marcher sur les murs, se téléporté et lancer des shurikens, le costume de plage permet de lancer un ballon de volley-ball et de se déplacer dans une bulle, et le costume d'officier permet de tirer avec une arme, et de déplacer les blocs. Cette dernière est extension est sortie le 10 avril 2018.

### mis au rebut
Le rêve/vision de Shantae dans le prologue devait initialement comporter un combat contre un boss, mais celui-ci a été abandonné.Il était initialement prévu d'inclure un lieu appelé « Freshwater Town », qui aurait servi de prologue au chapitre « Les Chutes de la Sirène », où Shantae effrayait accidentellement les sirènes, la poussant à enquêter sur leur situation. Dans le jeu final, aucune zone de ce type n'apparaît.L'un des chapitres bonus prévus présentait le retour de Nega-Shantae d'entre les morts. Malheureusement, le financement n'a pas été accordé à temps, et bien qu'elle fasse une apparition, elle n'est présente que le temps d'une seule cinématique dans l'histoire principale. WayForward a alors décidé d'en faire l'antagoniste principale de la campagne « Amis jusqu'au bout ».D'autres contenus non financés comprenaient des doublages complets, des cinématiques animées et un chapitre où Risky est censée se reformer. Le synopsis suggère qu'il s'agissait d'une version étendue du jeu final impliquant le boss final.